# AE Andromedae
Désignations
AE Andromedae est une étoile variable de type variable lumineuse bleue située dans la Galaxie d'Andromède (M31). Il s'agit d'une des étoiles variables les plus lumineuses de M31 et elle a longtemps été le prototype, avec M31 V15, VA-1 et AF Andromedae d'une classe nouvelle d'étoiles variables, alors appelées variables de Hubble-Sandage, du nom d'Edwin Hubble et Allan Sandage qui en ont pour la première fois fait une description précise, avant que leur dénomination actuelle de variable lumineuse bleue (ou variable de type S Doradus) ne soit utilisée.

## Caractéristiques physiques
Découverte par Hubble et Sansage en 1953, AE Andromedae n'a été étudiée en détail que plus de vingt ans plus tard. Son premier spectre a été publié en 1975. Elle présente notamment de fortes raies d'émission de Fe II (fer une fois ionisé). AE Andromedae est une variable irrégulière tant en période qu'en amplitude, comme la majeure partie des étoiles du même type. Sa magnitude apparente moyenne est de l'ordre de 17, avec des variations d'éclat longtemps mal connues (à l'inverse de AF Andromedae, qui dès les années 1920 était étudiée) de l'ordre d'une magnitude. La vitesse d'éjection de ses couches externes du fait des intenses vents solaires qu'elle produit est mesuré à 100 km/s.